# ۱۵۰ (پیش از میلاد)
۱۵۰ (پیش از میلاد) ۱۵۰مین سال قبل از تقویم میلادی است.